# Acquis communautaire
Acquis communautaire (czyt. /aˈki kɔmynoˈtɛʁ/, z fr. – „wspólnotowy dorobek prawny”) – dorobek prawny Wspólnot Europejskich i Unii Europejskiej, obejmujący wszystkie traktaty założycielskie i akcesyjne oraz umowy międzynarodowe je zmieniające (tzw. prawo pierwotne), przepisy wydawane na ich podstawie przez organy Unii (prawo wtórne), umowy międzynarodowe zawarte przez Wspólnoty i Unię Europejską, orzecznictwo Trybunału Sprawiedliwości, a także deklaracje i rezolucje oraz zasady ogólne prawa wspólnotowego.
Obowiązkiem każdego państwa wstępującego do Unii Europejskiej jest przestrzeganie acquis communautaire.
Szerszym pojęciem jest Acquis politique.